# Чепчумба, Памела
Памела Чепчумба — кенийская бегунья на длинные дистанции. Чемпионка мира по кроссу 2001 года в командном первенстве. Бронзовый призёр чемпионата мира по полумарафону 2007 года в личном первенстве, а также победительница в командном зачёте. На чемпионате мира среди юниоров 1994 года в беге на 3000 метров заняла 5-е место. Бронзовый призёр Парижского марафона 2006 года с результатом 2:29.48. Серебряная призёрка Пекинского марафона 2006 года — 2:34.51. Победительница Миланского марафона 2007 года — 2:25.36.
Победительница Португальского полумарафона 2006 года с результатом 1:11.07.